# دیوار گرگان (سدانوشیروان)
دیوار گرگان (سدانوشیروان) مربوط به دوره ساسانیان است و در شهرستانهای گنبد کاووس، کلاله و آق قلا واقع شده و این اثر در تاریخ ۲۹ تیر ۱۳۷۸ با شمارهٔ ثبت ۲۳۴۵ به‌عنوان یکی از آثار ملی ایران به ثبت رسیده است.